# Cambiare adesso
Cambiare adesso è un singolo del gruppo musicale italiano Dark Polo Gang, pubblicato il 28 settembre 2018 come secondo estratto dal terzo album in studio Trap Lovers.
Il singolo ha raggiunto la seconda posizione della classifica italiana.